# Distorsio clathrata
Distorsio clathrata là một loài ốc biển kích thước trung bình-nhỏ, là động vật thân mềm chân bụng sống ở biển trong họ Personidae.

## Miêu tả
Độ dài vỏ lớn nhất ghi nhận được là 79 mm.

## Môi trường sống
Độ sâu nhỏ nhất ghi nhận được là 0 m. Độ sâu lớn nhất ghi nhận được là 300 m.

## Hình ảnh

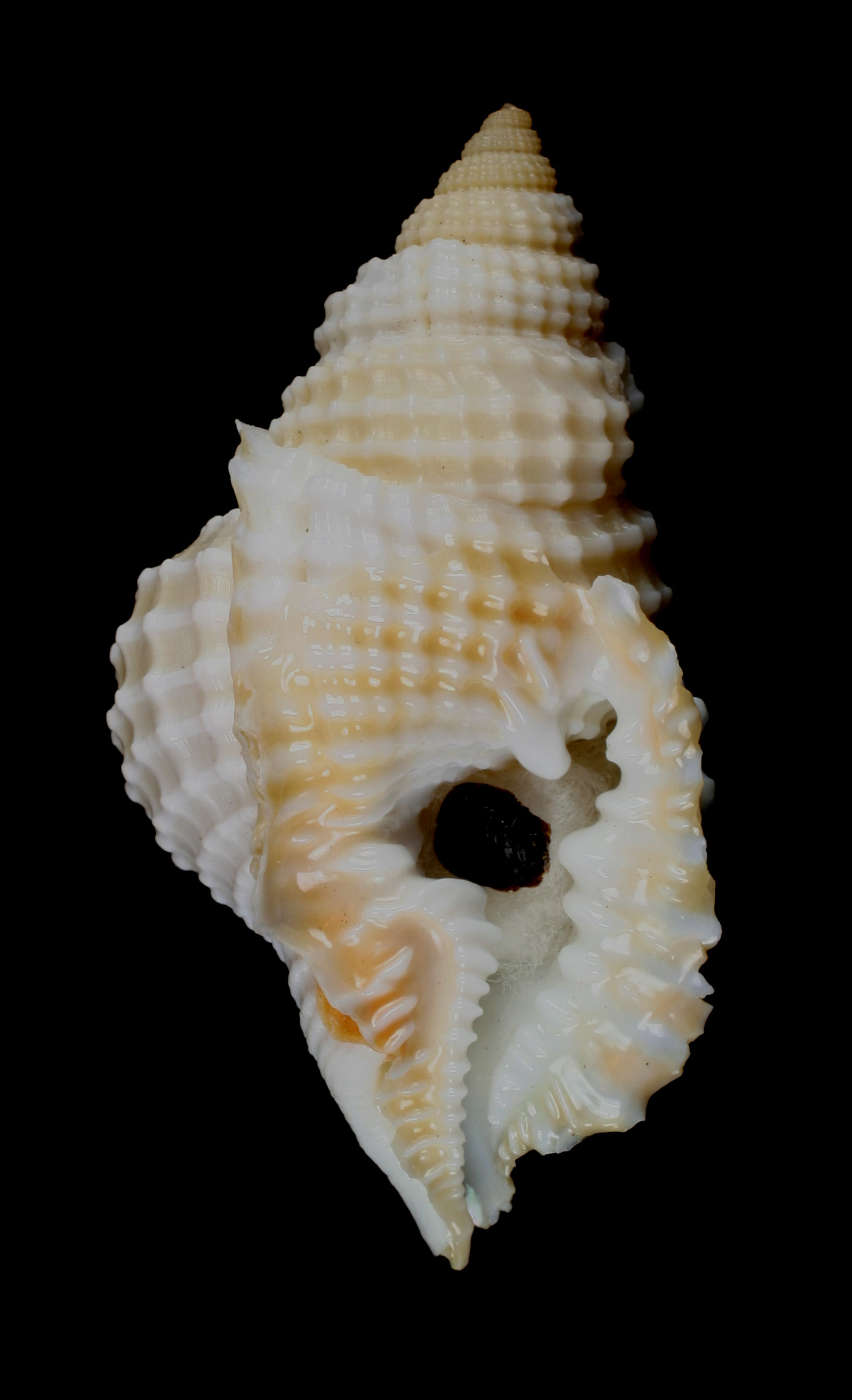